# Gochin no Tajima
Gochi-in no Tajima (五智院但马, , chamado Tajima Cortador de Flechas)  era um shoei (monge guerreiro) de Mii-dera que lutou ao lado das forças do Clã Minamoto, junto com muitos de seus companheiros  na Batalha de Uji em 1180.

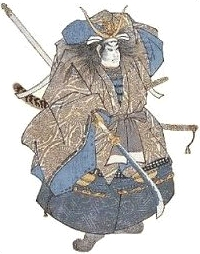
Samurai com Naginata

A ponte do Rio Uji estava sendo desmantelada pelos soheis amigos de Tajima, mas os atacantes do Clã Taira atiravam flechas, e ameaçavam atravessar o rio. Tajima então subiu na ponte e girando sua naginata, desviou muitas, se não a maioria das flechas que vinham no caminho.
De acordo com a Heike Monogatari,
"Então Gochi-in no Tajima, jogou fora a bainha de sua naginata, e caminhou sozinho na ponte, quando então o Heike (Taira) imediatamente disparou contra ele rápido e furioso. Tajima, não se perturbou, se agachando para evitar as mais altas e saltando sobre aquelas que voavam baixo, cortau todas aquelas que voaram direto na direção de sua naginata zumbidora, até mesmo o inimigo olhava com admiração. Foi assim que ele foi apelidado de "Tajima Cortador de Flechas" .
Tajima foi relacionado como um dos samurais partidários do Príncipe Mochihito, e não como um monge guerreiro, como aparece na maioria das fontes.